# Stinnkakesjön
Stinnkakesjön är en sjö i Markaryds kommun i Småland och ingår i Lagans huvudavrinningsområde.